# رویال ووتون باست
latitudeرویال ووتون باستlongitudeرویال ووتون باست
رویال ووتون باست (به انگلیسی: Royal Wootton Bassett) یک منطقهٔ مسکونی در انگلستان است که در جنوب غربی انگلستان واقع شده‌است.

## خصوصیات
رویال ووتون باست ۱۱٬۰۴۳ نفر جمعیت دارد.